# Dag Larsson (politiker)
Dag Olov Larsson, född 14 augusti 1960 i Högalids församling i Stockholms stad, är en svensk socialdemokratisk politiker och riksdagsledamot 2018-2022.

## Biografi
Dag Larsson är uppvuxen i Hökarängen och Rågsved. Numera är han bosatt på Södermalm i Stockholm. Han är gymnasielärare i historia och samhällskunskap. Larsson är gift och har tre barn.
Dag Larsson har varit aktiv inom Socialdemokraterna sedan 1974, då han gick med i SSU-föreningen Lucidor. Han har arbetat som mentalskötare och folkhögskolelärare innan han blev biträdande finansborgarråd i Stockholms stad 1994, en post han behöll till 1997 då han blev sekreterare i Stockholms Arbetarekommun, åren 1997–2002. Åren 2002–2018 var Dag Larsson landstingsråd i Stockholms läns landsting. Under perioden 2015–2018 var Dag Larsson ordförande i SKL:s sjukvårdsdelegation.
I juni 2022 lämnade han alla sina politiska uppdrag på grund av en brottsutredning där han figurerar gällande sexköp. Han är själv inte brottsmisstänkt.